# A.D.POLICE
『AD.POLICE』、および『A.D.POLICE』（アドバンスドポリス、エーディーポリス）は、日本のアニメ作品。
前者は1990年にOVAとして全3巻がリリースされ、後者は1999年にテレビアニメとして全12話が放送された。両作品とも登場人物の重複は少なく、ストーリーも互いに関わりが薄いが、『バブルガムクライシス』および『バブルガムクライシス TOKYO 2040』の外伝作品に当たり、世界設定などは同シリーズと共有している。
本項目では、OVA『PARASITE DOLLS』など派生作品についても併せて詳述するものとする。

## 世界設定
1999年に東京都心を大地震が襲い、東京は廃墟と化してしまうが、ゲノムコーポレーションの開発したアンドロイド・ブーマによって飛躍的な復興を遂げる。しかし、東京には以後もブーマが住み着き、また、経済的な面ではゲノム社が支配的なシェアを占める事になり、東京はゲノム・シティと化していった。
そんな中、次第にブーマが故障により原因不明の暴走を始める事件や、それを利用した凶悪犯罪が多発して深刻な問題となったため、国はブーマが関係する事件のみを専門的に扱う警察組織「AD.POLICE」を設立する。

## オリジナルビデオアニメ
正式タイトルは『ANOTHER STORY OF BUBBLEGUM CRISIS AD.POLICE』。時系列上では、『バブルガムクライシス』におけるナイトセイバーズ結成よりも5年前の出来事として設定されている。人間とサイバードロイドの崩れ行く境界線というハードなテーマのため、同キャストであるレオンなどは、『バブルガム』とはかなり印象が異なっている。
原作者となるトニーたけざきは、園田健一の同人仲間のつてで『バブルガム』の初期メカ設定に参加した経緯を経て原作を執筆。OVAでも世界観統一を図るため、数多くの設定作業に関わった。

### ストーリー
2027年、メガTOKYO。ブーマの氾濫に対し、軍隊並の武装を持った特殊警察機構AD.ポリスが設立された。新人のAD.ポリス隊員であるレオンは、連日ブーマ狩りやテロ鎮圧に出動していた。

#### File-1 幻の女
重傷を負いながらも暴走した女ブーマを駆除したことでノーマルポリスからADポリスへと配置換えになったレオンは、しかしその初出動でブーマの拘束に失敗し、同僚アルースを殉職させてしまう。今回の暴走ブーマも女性型であり、レオンは先の一件で女性との接触にトラウマを抱えていたのだ。加えてアルースが生前に借金を抱えていた事と、たまたまその暴走ブーマと事前に接触していた事から、保険金目当ての自殺ではないかという疑惑がかかり保険金の支払いが却下されてしまう。これに異を唱えた同僚ジーナとともに調査に乗り出したレオンは、頻発する暴走ブーマに事件を引き起こす何らかの共通点があるはずだと推理するうちに、いずれのブーマも違法に再生された中古品であることを突き止める。しかしジーナと別れて捜査を進めていたレオンは、突如として謎の女ブーマから襲撃を受ける。そのブーマこそはかつてレオンにトラウマを刻み込んだ暴走ブーマであり、彼に殺害された記憶が消去できなかったため違法再生後に暴走、執拗にレオンに襲いかかってきたのである。レオンは必死に女ブーマに抗うが、負傷して逃亡もできず、さらに弾切れになり窮地に立たされるも、駆けつけたジーナによって女ブーマが駆除された事で九死に一生を得る。生きながらえたレオンは、この狂ってしまった都市には、むしろブーマたちの方が住人として似つかわしいのではないかと独白する。

#### File-2 ザ・リッパー
地下鉄で連続娼婦惨殺事件が発生し、ノーマルポリスの捜査が難航していることを受けてADポリスも犯人追跡に動員される。ADポリスが犯人をブーマだと断定するのに対し、ノーマルポリスの女性警官アイリスはこれは憎悪を抱いた人間による犯行だと考えていた。そんなある日、右目の異常からサイバーアイへの置換を行おうと病院を訪れたアイリスは、そこで食料品大手企業グリーン社のCEOであるキャロライン・エヴァンズが生身に戻りたいと医師に訴えている現場を目撃する。彼女が事件に関係しているのではと直感したアイリスは、ノーマルポリス時代に友人だったレオンと彼の相棒ジーナに協力を求めてキャロラインを追跡し、彼女が体の大部分をサイバネティクスに置き換えていたことを突き止める。男性ライバルとCEOの座を争っていたキャロラインは、生理に伴って業績が落ちるという疑惑を払拭するために全身の大部分を機械化したが、それ故に夫から「やっぱり人間の女が良い」と言われ浮気されたという。キャロラインは嫉妬と憎悪に駆られ、夫の浮気相手である娼婦たちへ無差別に復讐を行っていたのだ。真実を突き止めたアイリスをも殺そうとするキャロラインだったが、レオンとジーナによって妨害され、そのまま地下鉄へと逃亡する。人体の70%以上を置換したキャロラインはもはやブーマに等しいブーマロイドであると告げるレオンに対し、アイリスはキャロラインは人間であり逮捕される権利があると主張してキャロラインを追跡する。だがADポリスが停車させた地下鉄車両にアイリスが踏み込むと、そこには人間の女として扱われる事を望んだがため、チンピラたちにレイプされて殺されたキャロラインの姿があった。ジーナはキャロラインは望み通り女として死ねたのだろうと呟き、レオンはこの街では人間もブーマも変わりないと言う。そしてアイリスはサイバーアイへの置換手術を受ける事を決意し、「人間」を少し捨てるのだった。

#### File-3 舌を噛む男
ADポリス特別機動部隊隊長ビリー・ファンワードはブーマとの戦いで瀕死の重傷を負うも、脳と舌だけを機械の体に移植されて蘇生に成功し、対ブーマ戦闘サイボーグの実験体第一号として生まれ変わる。だがそれによってあらゆる感覚を失ってしまったビリーは、唯一残された生身の部分である舌を噛むことで、その痛みを人間である証とするようになる。しかしビリーは戦闘において残虐にブーマを破壊するようになり、周囲の人々の声も耳に届かなくなりつつあった。ビリーの元恋人であるジーナはビリーの異変に気づいて、開発者であるタカギ博士を追求する。タカギ博士は同僚からの「無感動による性能低下はビリーの心の問題である」という忠告を無視し、不足した刺激を補うためビリーに興奮剤DA-27の過剰投与を行っていたのだ。結果、ビリーはもはや麻薬中毒者と変わらない有様に陥っていた。やがてタカギ博士が虚栄心から自身を改造し、名声を手に入れた後は今度こそ殉職させるつもりだと知ったビリーは、DA-27を自ら大量に投与して暴走。タカギ博士を惨殺し、ADポリス警官を殺害しながら基地内で暴れ始める。事態を察知して駆けつけたジーナは対戦車ライフルを手にしてビリーと対峙し、もはや自分が何者かすらわからなくなったビリーは、痛みをくれ、自分は人間なんだ、自分の舌を撃ち抜いて殺してくれとジーナに懇願する。ジーナはビリ―の頭を吹き飛ばし、片腕を機械に置換している自分もいつかこんなふうに死ぬのだろうかと恐怖に震え、涙する。そして晴れた空の下で埋葬されるビリーの葬式の風景を映し、物語は幕を閉じる。

### 登場人物・声の出演
- レオン・マクニコル - 古川登志夫

本作品の主人公だが、立場としては狂言回しに近い役割を担う。『バブルガムクライシス』の頃より5年前という事もあって、本作品ではADポリスに転属したばかりの新米というポジションだが、一方ではノーマルポリスとしては経験豊富で、第1話以前の段階で暴走ブーマを仕留めたこともあるため、決して未熟な警官ではない。しかし軽薄な態度と裏腹にその一件で女性との接触に対してトラウマを抱えていること、それにアルコール類が一切ダメな部分などが描写されている。また、サイバーアームについて悩むジーナを気遣う一方で、生身の体にこだわってサイバネティクスを体に埋め込むことを忌避し、全身の大部分を置換した者はブーマと変わらないと冷たく断言する面を持つ。これは第1話の事件を経て、結局この狂ったゲノムシティに暮らす者は、人間もブーマも大して違わないのだという諦観を抱いたためであることが示唆されている。
- ジーナ・マルソ - 松岡洋子

レオンのパートナーを務める女性ADポリス。激情家で感情表現が激しく、ブーマに対しては闘志を燃やし、同僚が殉職した際には涙を流して悔しがる。またブーマとの交戦後は興奮のあまり、異性と性交したくなるなど奔放な女性でもある。しかしその内面には繊細な部分を秘めており、サイバーアームに置換したことに悩み、神経接続された部分から自分が機械に侵食されて、ブーマと同様になってしまうのではないかという恐怖心を抱いている。対ブーマ戦の経験が豊富なこともあって、アクション面ではレオンより大いに活躍する。また、ビリ―のかつての恋人でもあった。漫画版ではレオンに対し「あまり女を待たせるな」と彼に気のある素振りを見せる。
- アーネスト・ダイオーク - 玄田哲章

ADポリスの指揮官であり、レオンとジーナの上司。部下思いかつ冷静沈着な人物で、第3話ではビリーを過剰出動させるタカギの思惑を見抜いていたが、組織内の管轄の違いから介入を躊躇し、タカギを追求しようとするジーナを抑えていた。しかし、ビリーの暴走を阻止しようとして重傷を負い、ジーナに後を託す。その後の生死については作中では言及されていない。
- 幻の女 - 麻上洋子

レオンを付け狙う謎の女ブーマ。その正体は、かつて暴走を引き起こした際にレオンによって駆除され、その後で違法に再生されたブーマである。しかし、再生過程でもなおレオンに殺害された記憶を消去できず、それ故に暴走し、再びレオンに殺害されるため彼を執拗に襲撃する。発声機能に異常をきたしており、喋ることができないため、作中における彼女のセリフはすべてモノローグである。
- アルース - 安倍敦

レオンとジーナの同僚。レオンのADポリスとしての初出動の際、暴走ブーマによって惨殺されてしまう。生前に多額の借金を抱えており、かつ件の暴走ブーマが働いていた中華料理店の常連でもあったため、保険金目当てに自作自演で事件を引き起こし自殺したのではないかという疑惑をかけられる。
- サエキ - 中尾隆聖

ジーナが協力を求めた情報屋。拠点にはアニメポスターを貼り、美少女フィギュアをいじくりまわしているなどオタク趣味だが、ハッキングの技量は確かなもので、危険な調査に赴くジーナを心配するなど、誠実な人物。
- アイリス・キャラ - 冨永みーな

ノーマルポリスに所属する女性警官。レオンのノーマルポリス時代からの友人。連続娼婦惨殺事件を追跡する中で、レオンに協力を求める。右目に不調を抱えており、バネッサのアドバイスを受けてサイバーアイ置換を考えるようになるが、踏み切ることができないでいた。その際の通院でキャロラインと接触したことで、事件の真相に迫っていく。心優しい少女で、最後の最後までキャロラインは人間だと主張し続けていたが、一連の事件を経てサイバーアイを埋め込んで「人間」を少し捨てることを決意する。
- バネッサ・バック - 篠原恵美

ノーマルポリスに所属する女性警官。アイリスのパートナーを務める。明るく親しげな性格で、サイバネティクス置換にも積極的な、今どきの女性。
- キャロライン・エバンス - 土井美加

食料品大手企業グリーン社のCEO。金髪の美女であり、物腰の穏やかな優しい人物だが、病院で生身の体に戻してくれと激しく医者に詰め寄る場面をアイリスに目撃される。第2話にて描かれた、地下鉄パラダイスループ線で発生した連続娼婦惨殺事件の犯人でもあり、かつてCEOの座をライバルの男性と争っていた際、生理に伴って業績が悪化するというデータを捏造されたため、疑惑を払拭するべく全身の大半をサイバネティクス置換した過去を持つ。その後、そのライバルの男性と恋に落ちて結婚したものの、夫はやはり生身の女の方が良いと言って娼婦と浮気しはじめたことが、一連の犯行のきっかけとなった。生身の女に対する嫉妬と憎悪にかられ、自分が人間であるかどうかもわからなくなりつつあり、真相に気づいたアイリスを手に掛けようとするも、アイリスからあなたは人間だと言われたために殺害することができなかった。その後地下鉄に逃げ込み、そこでチンピラたちに女として扱われることを望んだためレイプされた末に殺害された。
- ビリー・ファンワード - 若本規夫

ADポリス特別機動部隊の隊長。かつてのジーナの恋人だったが、ブーマによって瀕死の重傷を負い、脳と舌だけを機械に移植された対ブーマ戦闘サイボーグの実験体第一号として生まれ変わる。しかし、その代償として無感覚になったことで現実感を喪失しつつあり、唯一残された舌を噛むことで人間性をかろうじて保っていたが、徐々に無感覚に伴って性能低下を引き起こしており、タカギによって興奮剤を過剰投与されたことで麻薬中毒に陥ってしまう。やがて非合法に興奮剤を入手するようにまでなった上に、タカギが名声を手にしたら用済みとなったビリーを殉職させようとしていることを知って暴走。ADポリス基地内で殺戮を繰り広げた後、生の実感にして人間の証である痛みを求めてジーナに迫り、彼女に舌を撃って殺してくれるよう懇願して射殺された。学生時代にボクシングの試合で負けたことがあり、その過去を知るジーナからは葬式の場でまた負け犬になってしまったと、機械の体に屈したその死を悼まれた。
- タカギ・ヨーコ - 玉川紗己子

マナベ博士の下でビリーを改造した女性科学者。ビリーのパフォーマンス低下を危惧し、彼の刺激不足を解消するため、周囲の反対を無視して独断で彼に興奮剤を過剰投与することを決定した。ビリーに対して異常な性的興奮を抱くなど彼に激しく執着を見せていたが、それは自身の作品に対する偏愛であり、ビリーを気遣うものではなく、麻薬中毒によって戦闘機械になりつつあるビリーを本来の姿に戻ったと絶賛していた。またビリーの改造に関する論文が学会で発表されて名声を得たら、用済みとなったビリーを殉職させてしまおうと考えるなど極めて独善的な人物で、その会話をビリーに聞かれたことが原因で、暴走したビリーによって惨殺された。
- ハイド・カーシュ - 鈴木清信

タカギの同僚。ビリーの現状を冷静に分析し、彼の無感覚状態はビリーの心の問題であり、興奮剤の大量投与の危険性をタカギに指摘したが、彼女によって無視されてしまった。

### スタッフ
- 原作 - 鈴木敏光
- 原案 - トニーたけざき（『A.D.POLICE 25:00』 バンダイ B-CLUB連載）
- 監督 - 池上誉優（File-1）、西森明良（File-2, 3）
- 脚本 - 会川昇
- スーパーバイザー - 荒牧伸志
- キャラクターデザイン - 小田不二夫（File-1）、中杉透（File-2, 3）
- 作画監督 - 小田不二夫（File-1）、北爪宏幸（File-2, 3）、太田まさみ（File-2）、大張正己（File-3）
- プロダクションデザイン - 夢野れい
- 美術監督 - 高遠和茂（File-1）、串田達也（File-2）、佐藤広明（File-3）
- 撮影監督 - 高橋明彦（File-1）、小西一廣（File-2, 3）
- 音響監督 - 藤山房延
- プロデューサー - 杉田敦、小泉聴
- 制作 - アートミック、AIC
- 製作 - アートミック、バンダイ、ユーメックス

### ラインナップ
- File-1 幻の女（1990年5月25日発売）
- File-2 ザ・リッパー（1990年8月24日発売）
- File-3 舌を噛む男（1990年11月22日発売）

## テレビアニメ
『A.D.POLICE』のタイトルで、1999年4月7日から6月30日まで、テレビ東京で毎週木曜（水曜深夜） 1:45 - 2:15 （JST）に全12話が放送された。同年3月まで、木曜（水曜深夜）に放送されていた『バブルガムクライシス TOKYO 2040』の派生作品としての側面も有している。DVDはビームエンタテイメントから発売された。

### ストーリー
A.D.POLICEに勤める佐々木健児は、刑事としての腕前は一流だが他人とのチームワークが苦手で、しばしば相棒を事故に巻き込ませたり、同僚とトラブルを起こしたりしていた。今回も相棒であるポールが仕事中に重症の怪我を負い、人知れず失意の中にいた健児だったが、突然ドイツの警察本部から異動してきたハンスとペアを組まされることになり…。

### 登場人物
佐々木 健児
声 - 千葉進歩
A.D.POLICEの刑事。無口で無愛想な性格で、同僚ともうまくコミュニケーションが取れていないが、ハンスとの出会いで徐々にその頑なな態度が崩れていく。
ハンス・クライフ
声 - 山崎たくみ
ドイツからやってきた刑事で、健児と組まされることになる。明るく人好きのする性格であるが、実は過去の記憶がないことを不安に思っている。
宮野 恭子
声 - 川澄綾子
健児の恋人である音大生。ヴァイオリン奏者。頑なな健児が唯一心を許している相手。物静かで聡明な少女。ブーマの事件で健児に助けられたのが二人の出会い。
結城 聡美
声 - 沢海陽子
ハンスが通っているクリニックの看護婦。最初は言い寄るハンスを軽くあしらっていたが、段々と彼に惹かれていくようになる。実はゲノム社の社員であり、初めからハンスの正体を知っていた。
倉田 秀昭
声 - 辻親八
A.D.POLICEの班長を務める男性。
ナンシー・ウィルソン
声 - 野沢由香里
A.D.POLICEの捜査課長を務める女性。
ホセ・コリンズ
声 - 石井康嗣
A.D.POLICEに所属する捜査官の男性。
カレン・ジョーダン
声 - 手塚ちはる
A.D.POLICEに所属する捜査官の女性。
マリー・マーロン
声 - 児玉孝子
A.D.POLICEに所属する捜査官の女性。
室井 徳雄
声 - 藤本譲
A.D.POLICEの署長。
ポール・サンダース
声 - 西村朋紘
健児の相棒。仕事中に怪我を負ってしまう。
リーアム・フレッチャー
声 - 古澤徹
違法ブーマ（声 - はらさわ晃綺）密輸の男性エージェント。
田崎 陽三
声 - 長嶝高士
ケイティ・コリンズ
声 - かないみか
シド・フィリップス
声 - 園部啓一

### スタッフ
- 原作・制作 - AIC
- 監督 - うえだひでひと
- シリーズ構成 - 星川泰子
- SFアドバイザー - 大野木寛
- キャラクターデザイン - 紺野直幸
- メカニックデザイン - まみやなつき、青樹零夢、高橋徹
- 美術監督 - 片平真司
- 色彩設計 - 伊藤由紀子
- 撮影監督 - 鳥越一志
- 編集 - 岸眞理
- 音響監督 - 吉田知弘
- 音楽 - 平岩嘉信
- プロデューサー - 井上博明、積惟文、塚本吉朗、永井理
- アニメーション制作 - プラム
- 製作 - A.D.POLICE製作委員会

### 主題歌

#### オープニングテーマ
「Imaginary Girl」
作詞 - 長友仍世 / 作曲 - 佐藤晃 / 編曲 - 是永巧一・infix / 歌 - infix

#### エンディングテーマ
「時の中で」
作詞・作曲・編曲・歌 - Masha

### 各話リスト
| 話数 | サブタイトル | 脚本     | 絵コンテ       | 演出           | 作画監督          |
| ---- | ------------ | -------- | -------------- | -------------- | ----------------- |
| 1    | 相棒         | 星川泰子 | うえだひでひと | 紺野直幸       | 紺野直幸          |
| 2    | 暴走         | 大野木寛 | 古川順康       | 藤本ジ郎       | 山沢実            |
| 3    | 取引         | 根元歳三 | 高田淳         | 糸賀慎太郎     | 祝浩司            |
| 4    | 約束         | 星川泰子 | うえだひでひと | 佐藤英一       | 松下純子 前澤弘美 |
| 5    | 策謀         | 大野木寛 | 小林哲也       | 畠山茂樹       | 岸本誠司          |
| 6    | 家族         | 根元歳三 | 香川豊         | うえだひでひと | 戸部敦夫          |
| 7    | 血痕         | 星川泰子 | 横田和         | 藤本ジ郎       | 山沢実            |
| 8    | 記憶         | 大野木寛 | うえだひでひと | 中川聡         | 金紀杜            |
| 9    | 確信         | 根元歳三 | 小林哲也       | 糸賀慎太郎     | 及川博史          |
| 10   | 略奪         | 大野木寛 | 佐藤英一       | 畠山茂樹       | 岸本誠司          |
| 11   | 表裏         | 根元歳三 | 小林哲也       | 中西伸彰       | 山沢実            |
| 12   | 証明         | 星川泰子 | うえだひでひと | 佐藤英一       | 前澤弘美          |

| テレビ東京 木曜（水曜深夜）1:45 - 2:15 | テレビ東京 木曜（水曜深夜）1:45 - 2:15 | テレビ東京 木曜（水曜深夜）1:45 - 2:15                                                              |
| 前番組                                 | 番組名                                 | 次番組                                                                                              |
| -------------------------------------- | -------------------------------------- | --------------------------------------------------------------------------------------------------- |
| 火魅子伝 （1999年1月6日 - 3月31日）    | A.D.POLICE （1999年4月7日 - 6月30日）  | しもじま （1999年7月7日 - 9月29日） - ※水曜（火曜深夜）2:55 - 3:25より移動、 - 同番組のみトーク番組 |

## PARASITE DOLLS
『PARASITE DOLLS』（パラサイト・ドールズ）は、2003年5月22日から7月24日にかけて、全3巻がリリースされたOVAシリーズ。『A.D.POLICE』の番外編スピンオフ作品であり、リリースから半年を経た2004年には再編集の上で劇場公開もされた。

### ストーリー
西暦2034年、ブーマ犯罪を取り締まる高機動対テロチームA.D.POLICEに、難事件専門特務部隊ブランチを構成した。捜査官バズ＝ニクヴェストと相棒のブーマ・キンボールは、ある薬品が関わるブーマ連続暴走事件、高級娼婦ブーマの猟奇破壊事件等の難事件を追う。しかし、ブランチのタカハシ部長失踪を追ううち、バズはゲノムシティ連続テロの容疑者として指名手配を受けることになる。

### 登場人物・声の出演
- バズ＝ニクヴェスト - 井上和彦
- マイケルソン - 岡村明美
- タカハシ - 池田勝
- キンボール - 内田聡明
- エンジェル - 井上喜久子
- マイヤーズ - 古川登志夫

### スタッフ
- 監督 - 吉永尚之、中澤一登
- 構成・脚本 - 小中千昭
- キャラクターデザイン - 恩田尚之
- 美術設定 - 佐藤正浩
- 美術監督 - 佐藤勝
- 編集 - 山森重之
- 音響監督 - 亀山俊樹
- 音楽 - 都田和志
- 企画 - 三浦亨、小中千昭
- 制作プロデューサー - 長谷川康雄、福家日左夫
- 制作 - AIC
- 製作 - IMAGICAエンタテインメント、クロックワークス

### オープニングテーマ
「Get On the Beat」
作詞 - 小室みつ子 / 作曲 - 都田和志 / 編曲 - 芳賀洋介

### ラインナップ
- #1 a faint voice （2003年5月22日発売）
- #2 dreamer （2003年6月26日発売）
- #3 Knight of a roundtable （2003年7月24日発売）
- PARASITE DOLLS -劇場版- （2004年1月17日公開、2005年1月28日DVD発売）

## 漫画
AD.ポリス25時
著者はトニーたけざき。OVA版の原作に当たるコミックで、1988年に『コミックノイズィ』（大日本絵画）で連載。同誌休刊の後にコミックスが発行されている。
- MGコミック 1989年12月発売 ISBN 978-4499205405

AD.POLICE 終焉都市
著者はトニーたけざき。1989年に『B-CLUB』（バンダイ）で連載。コミックスはバンダイ、白夜書房、メディアワークス、講談社から発行された。
- B-CLUB COMIC 1990年10月発売 ISBN 978-4891891091
- 白夜コミックス 1993年7月発売 ISBN 978-4893673428
- 電撃コミックス 1998年10月発売 ISBN 978-4073101727
- 講談社コミックスデラックス 2003年11月 ISBN 978-4063349467